# Бенедетто (кардинал)
Бенедетто (Benedetto) — католический церковный деятель XI—XII века.
На консистории 1077 года был провозглашен кардиналом-священником церкви Санта-Пуденциана.
До 1100 года стал кардиналом-священником Сан-Пьетро-ин-Винколи.
Участвовал в выборах папы Геласия II (1118) и Гонория II (1124).